# Szekessya microps
Szekessya microps es una especie de coleóptero de la familia Salpingidae.

## Distribución geográfica
Habita en las islas Fiyi.